# Поражённый
«Поражённый» (англ. Afflicted) — канадский дебютный фильм ужасов режиссёров Дерека Ли и Клиффа Проуза. В США и Канаде фильм вышел 4 апреля 2014 года.

## Сюжет
Друзья детства Клифф Проуз и Дерек Ли решили отправиться в кругосветное путешествие, чтобы снять свой туристический веб-сериал «концы земли». Эта поездка-последнее желание Дерека, так как у него есть АВМ, которая может привести к его смерти в любой момент.
Клифф и Дерек останавливаются в Барселоне, чтобы встретиться со старыми друзьями, которые сейчас гастролируют со своей группой. После их поначалу ничем не примечательного пребывания Дерек знакомится с девушкой по имени Одри, рассказав ей о своем АВМ. Позже той же ночью Клифф врывается в гостиничный номер Дерека в качестве шутки, но обнаруживает Дерека истекающим кровью и полубессознательным без никаких признаков Одри. Хотя Дерек ничего не помнит о нападении, они предполагают, что Одри планировала ограбить его.
По прибытии в Италию Дерек теряет сознание и спит целый день. Клифф будит его на следующий день к обеду. В ресторане Дерек жадно поглощает свою тарелку с пастой, а затем внезапно у него возникает рвота. Позже, на винограднике, у Дерека появляется экстремальная реакция на солнечный свет, и он вынужден бежать внутрь, покрытый ожогами. Вернувшись в гостиничный номер, Клифф пытается успокоить Дерека, но тот с силой пробивает угол каменной стены голыми руками.
В течение следующих нескольких дней Дерек демонстрирует сверхчеловеческую силу, скорость и ловкость. Клифф пытается убедить Дерека прекратить их поездку и вернуться домой, но Дерек продолжает настаивать, что с ним все в порядке. Когда Дереку становится все хуже из-за того, что он не может есть, он наконец соглашается лечь в больницу. По дороге их чуть не сбила машина. Дерек борется с разъяренными водителем и пассажиром, полностью подавляя их обоих. Затем он слизывает их кровь со своей руки.
Клифф правильно делает вывод, что Дерек заразился вампиризмом, но исследование этого в интернете оказывается бесполезным. Дерек сначала пытается пить кровь, полученную от мясника, а затем убивает и пьет кровь из чьего-то домашнего поросенка. Понимая, что Дереку нужна человеческая кровь, он и Клифф пытаются ограбить машину скорой помощи, но попытка оказывается неудачной, и они отступают обратно в отель. Дерек впадает в кататоническое состояние, и Клифф решает порезать себе руку, чтобы дать Дереку немного человеческой крови, но обнаруживает, что Дерек сбежал. Клифф пытается найти его, но попадает в засаду и погибает от рук совершенно нечеловеческого Дерека. Придя в себя и поняв, что убил своего друга, Дерек стреляет себе в голову из дробовика. Вскоре после этого голова Дерека заживает с небольшим шрамом, и он сталкивается с фактом, что он не может умереть или быть убитым.
Вскоре после этого агенты Интерпола пытаются взять Дерека под стражу, заставляя его бежать при дневном свете, неся только сумку с фотоаппаратом Клиффа. Ему удается вернуться во Францию и спрятаться на заброшенном складе в Париже. Просматривая запись своей встречи с Одри, он понимает, что ее мобильный телефон может быть в отеле, где она его укусила. После извлечения сотового телефона, Дерек пишет на каждый из номеров в списке контактов, чтобы попытаться заманить кого-то к себе. В конце концов, он получает сообщение от мужчины, благодаря нему приходит в комнату в здании и находит окровавленную пилу и фотографии; на одной из них была старая черно-белая фотография Одри. Внезапно Дерек подвергается нападению сзади, но благодаря своей превосходящей силе он способен одолеть нападающего, которого затем связывает. Дерек устанавливает прямую трансляцию, показывая мужчину связанным, чтобы привлечь Одри. Нападавший оказывается человеком по имени Морис Бехар, знакомым Одри, который горько сожалеет, что Одри обратила Дерека, но не самого Мориса, комментируя: «пятьдесят лет, и вы первый, кого она обратила». Тем не менее Морис предупреждает Дерека, чтобы тот уходил, иначе Одри скоро прибудет и убьет его. Внезапно, однако, убежище Дерека штурмуется спецназом, и Дерек почти умирает, прежде чем войти в состояние безумия. Перерезав всю команду, Дерек снова убегает.
Одри наконец приходит к Дереку в заброшенное здание, где она нападает на него и говорит ему никогда больше не приближаться к ней или Морису, прежде чем внезапно отказаться от этого подхода, сказав Дереку, что он не питается должным образом. Она говорит обезумевшему Дереку, что нет никакого лекарства от его состояния, добавляя, что она бы вылечила себя, если бы оно было, на что Дерек отвечает, яростно набрасываясь на нее. Эти двое дерутся, но Дерек легко побежден более опытной Одри. Одри убеждает его кормить каждые четыре-пять дней, чтобы он снова не стал бесчеловечным и не превратился во «что-то гораздо худшее», и не начал убивать без разбора и ежедневно. Одри говорит ему, что он не может выбрать не убивать, но он может выбрать, кого убить, и объясняет, что она выбрала Дерека, потому что знала, что он умирает, и хотела облегчить его страдания.
Позже Дерек публикует свою последнюю запись в интернете, в которой он объясняет, что никогда больше не сможет связаться со своей семьей. После этого показывают, как он сам кормится мужчиной, у которого на мобильном телефоне были видеозаписи сексуального насилия над ребенком.
В середине титров, где-то в Италии, парень и две девушки пробираются на закрытую территорию с бассейном, как вдруг на них кто-то нападает. Мальчик убегает и с включенной камерой находит окровавленный труп одной из девушек, прежде чем Клифф, теперь тоже вампир, появляется и нападает на него.

## В ролях
- Дерек Ли — Дерек
- Клифф Проуз — Клифф
- Майкл Гилл — Майкл Гилл
- Джейсон Ли — Джейсон
- Гэри Редекоп — Гэри
- Лили Пай Ли — мать Дерека
- Зак Грей — Закари
- Эдо Ван Бримен — Эдо
- Бенджамин Зейтун — Морис
- Бая Реша — Одри
- Ян Хэнлин — Джефф